# Agnelo Rossi
Agnelo Rossi, brazilski rimskokatoliški duhovnik, škof in kardinal, * 4. maj 1913, Joaquím Egidio, † 21. maj 1995, Indaiatuba, Brazilija.

## Življenjepis
27. marca 1937 je prejel duhovniško posvečenje.
5. marca 1956 je bil imenovan za škofa Barra do Piraí in 15. aprila istega leta je prejel škofovsko posvečenje.
6. septembra 1962 je postal nadškof Ribeirão Preta in 1. novembra 1964 nadškof São Paula.
22. februarja 1965 je bil povzdignjen v kardinala in imenovan za kardinal-duhovnika Gran Madre di Dio.
22. oktobra 1970 je bil imenovan za prefekta Kongregacije za evangelizacijo ljudstev, 8. aprila 1984 za predsednika Administracije dediščine Apostolskega sedeža (s tega položaja se je upokojil 6. decembra 1989), 25. junija 1984 za kardinal-škofa Sabine e Poggio Mirteta in 19. decembra 1986 za kardinal-škofa Ostie in bil potrjen za dekana Kolegija kardinalov (z obeh položajev je odstopil 31. maja 1993).